# Zdeněk Bezpalec
 Zdeněk Bezpalec  (22. března 1966, Strakonice) je český scenárista a režisér z jihočeských Strakonic.

## Filmografie

### Kinobox
V roce 1992 založil jeho spolužák Petr Vachler Magazín o filmových novinkách – "Kinobox". Zdeněk Bezpalec spolu s Petrem Vachlerem kdysi točili pro televizi Prima soutěžní pořad o filmu Vsaďte se (1997). Když tento pořad skončil, dostal Zdeněk Bezpalec od Petra Vachlera nabídku podílet se na Kinoboxu. Nabídku přijal a působil zde až do roku 2008. Psal scénáře s dalšími kolegy, zatímco scenárista Jan Stehlík režíroval natáčení studiových vstupů Petra Čtvrtníčka. V roce 2002 mu nabídla dramaturgyně Kinoboxu Ladislava Jírová možnost natočit jeden díl z dokumentárního cyklu Náš venkov. Od té doby natáčel ročně vždy jeden krátký dokumentární film pro Českou televizi.

## Scénáře
Napsal také scénář pro Zdeňka Trošku k filmu "J miluje H", který ale realizován nebyl. Se Zdeňkem Troškou natočil v jeho rodných Hošticích vzpomínku na jeho proslulou trilogii Slunce seno... Sám prohlásil, že mu točení filmů na venkově vyhovuje, neboť filmy typu "povalujících se opilců v centru Prahy" by točit nechtěl ani neuměl.
- Vsaďte se (1997)
- Kinobox (1993 - 2008)

## Produkce
Kromě psaní scénářů se Zdeněk Bezpalec věnoval produkci televizního pořadu Český lev.
- Český lev 1996 - hlavní večer (1997)
- Český lev 1998 - hlavní večer
- Český lev 2000 - hlavní večer
- Český lev 2001 - hlavní večer
- Český lev 2002 - hlavní večer (2003)
- Český lev 2005 - hlavní večer (2006)
- Český lev 2006 - hlavní večer
- Český lev 2007 - hlavní večer
- Český lev 2008 - hlavní večer

## Režie
26. července 2008 se vysílal na ČT2 opět z cyklu Náš venkov dokumentární film Pouťové setkání o pouti v jihočeské vesnici Radomyšl, která leží nedaleko Strakonic. K dalším filmům z cyklu Náš venkov patří například Stopy keltů (2006).

### Náš venkov
- Slunce, seno (2002)
- Kazín, Tetín, Libušín (2004)
- Zlaté vábení (2005)
- Stopy keltů (2006)
- Život v parku (2007)
- Pouťové setkání (2008)
- Posečeno, sklizeno, umleto (2009)